# Ewa Grzesik
Ewa Grzesik (ur. 27 marca 1982) – polska lekkoatletka, specjalizująca się w biegach długich, medalistka mistrzostw Polski.

## Kariera sportowa
Była zawodniczką LKS Polkowice.
Na mistrzostwach Polski seniorek zdobyła jeden medal w biegu maratońskim: brązowy w 2008. 
Rekordy życiowe:
- 5000 m: 17.39,50 (8.07.2010)
- 10 000 m: 36.50,03 (2.05.2010)
- półmaraton: 1:18.46 (5.09.2010)
- maraton: 2:58.05 (19.04.2009)